# Badminton alla XXIX Universiade
Il torneo di badminton della XXIX Universiade si sta svolgendo al Taipei Gimnasium di Taipei, in Cina Taipei, dal 23 al 29 agosto 2017.

## Podi
| Evento    | Oro | Argento | Bronzo |
| Maschile  | | | |
| Singolare | Wang Tzu-wei | Kenta Nishimoto | Pannawit Thongnuam |
| Singolare | Wang Tzu-wei | Kenta Nishimoto | Yu Igarashi |
| Doppio    | Corea del Sud Kim Jae-hwan Seo Seung-jae | Giappone Katskuki Tamate Kenya Mitsuhashi | Malaysia Jagdish Singh Danoa Kuldip Vincent Cheng W Puah |
| Doppio    | Corea del Sud Kim Jae-hwan Seo Seung-jae | Giappone Katskuki Tamate Kenya Mitsuhashi | Taipei Cinese Lee Jhe-huei Lee Yang |
| Femminile | | | |
| Singolare | Tai Tzu-ying | Lee Jang-mi | Chiang Mei-hui |
| Singolare | Tai Tzu-ying | Lee Jang-mi | Yang Li Lian |
| Doppio    | Taipei Cinese Hsu Ya-ching Wu Ti-jung | Thailandia Chayanit Chaladchalam Phataimas Muenwong | Miyuki Kato Miki Kashihara |
| Doppio    | Taipei Cinese Hsu Ya-ching Wu Ti-jung | Thailandia Chayanit Chaladchalam Phataimas Muenwong | Annie Xinfei Xu Kerry Yifei Xu |
| Misto     | | | |
| Doppio    | Taipei Cinese Wang Chi-lin Lee Chia-hsin | Malaysia Nur Mohd Azriyn Ayub Goh Yea Ching | Russia Rodion Alimov Alina Davletova |
| Doppio    | Taipei Cinese Wang Chi-lin Lee Chia-hsin | Malaysia Nur Mohd Azriyn Ayub Goh Yea Ching | Taipei Cinese Lee Yang Hsu Ya-ching |
| Squadre   | Taipei Cinese Chiang Mei-hui Hsu Jen-hao Hsu Ya-ching Lee Chia-hsin Lee Jhe-huei Lee Yang Tai Tzu-ying Wang Chi-lin Wang Tzu-wei Wen Hao-yun Wu Ti-jung Yang Po-hsuan | Giappone Yu Igarashi Miki Kashihara Miyuki Kato Ririka Katsumata Sho Kawabata Kenya Mitsuhashi Rena Miyaura Kenta Nishimoto Shuhei Ozeki Natsumi Shimoda Ayaho Sugino Katsuki Tamate | Thailandia Nuntakarn Aimsaard Wannawat Ampunsuwan Inkarat Apisuk Chayanit Chaladchalam Natchpapha Chatupornkarnchana Sanicha Chumnibannakarn Tinn Isriyanet Phataimas Muenwong Kittisak Namdash Natcha Saengchote Pannawit Thongnuam Prinyawat Thongnuam |
| Squadre   | Taipei Cinese Chiang Mei-hui Hsu Jen-hao Hsu Ya-ching Lee Chia-hsin Lee Jhe-huei Lee Yang Tai Tzu-ying Wang Chi-lin Wang Tzu-wei Wen Hao-yun Wu Ti-jung Yang Po-hsuan | Giappone Yu Igarashi Miki Kashihara Miyuki Kato Ririka Katsumata Sho Kawabata Kenya Mitsuhashi Rena Miyaura Kenta Nishimoto Shuhei Ozeki Natsumi Shimoda Ayaho Sugino Katsuki Tamate | Malaysia Nur Mohd Azriyn Ayub Lyddia Yi Yu Cheah Jagdish Singh Danoa Kuldip Goh Yea Ching Muhammad Syawal Mohd Ismail Vincent Cheng W Puah Satheishtharan Ramachandran Desiree Hao Sha Siow Yang Li Lian Yap Rui Chen Zulfadli Zulkiffli                 |

## Medagliere
| Pos.   | Paese         |   |   |    | Totale |
| ------ | ------------- | - | - | -- | ------ |
| 1      | Taipei Cinese | 5 | 0 | 3  | 8      |
| 2      | Corea del Sud | 1 | 1 | 0  | 2      |
| 3      | Giappone      | 0 | 3 | 2  | 5      |
| 4      | Malaysia      | 0 | 1 | 3  | 4      |
| 5      | Thailandia    | 0 | 1 | 2  | 3      |
| 6      | Russia        | 0 | 0 | 1  | 1      |
| 6      | Stati Uniti   | 0 | 0 | 1  | 1      |
| Totale | Totale        | 6 | 6 | 12 | 24     |